# Ale (album)
Ale – ósmy album studyjny włoskiej piosenkarki Alexii. Płyta została wydana 27 czerwca 2008 roku i zawiera jedenaście utworów.

## Lista utworów
| Nr  | Tytuł                   | Długość |
| --- | ----------------------- | ------- |
| 1.  | Grande Coraggio         | 4:00    |
| 2.  | Occhi Negli Occhi       | 3:39    |
| 3.  | E Non Sai               | 3:55    |
| 4.  | Guardarti Dentro        | 4:01    |
| 5.  | Il Branco               | 3:51    |
| 6.  | Estate                  | 4:16    |
| 7.  | Mio Padre               | 4:34    |
| 8.  | Il Folletto             | 4:10    |
| 9.  | Ale                     | 3:32    |
| 10. | Un Attimo Nell'Infinito | 4:25    |
| 11. | L'Immenso               | 4:35    |